# Adonxs
Adam Pavlovčin, znan pod umetniškim imenom Adonxs, slovaški pevec, maneken, igralec, *13. septembra 1995, Myjava, Slovaška

## Zgodnje življenje
Že kot otroka sta ga zanimala petje in ples, za kar ga je navdušila starejša sestra, Radka Pavlovčinova. V mladosti je moral zaradi hudega zloma glasu prekiniti pevsko kariero, zato pa se je vse bolj posvečal plesu. V tistem času je osvojil pet naslovov slovaškega prvaka v uličnem plesu IDO. Pri 15 letih se je preselil v Bratislavo, kjer je obiskoval dvojezično srednjo šolo CS Lewis in tečaj igre v gledališču Nová scéna. Pri 16 letih je podpisal svojo prvo manekensko pogodbo.

## Kariera
V šolskih dneh je Pavlovčin skupaj s sošolcem, kasnejšim filmskim skladateljem Adriánom Čermákom, ustanovil svojo prvo glasbeno skupino PACE. Po selitvi v Prago je Pavlovčin znova odkril glasbo in začel hoditi na ure petja pri operni pevki Hani Peckovi. Študij je nadaljeval v Londonu na British and Irish Modern Music Institute.
Leta 2021 je zmagal v češko-slovaškem šovu talentov SuperStar. Po zmagi je podpisal snemalno pogodbo z Warner Music Group. Dne 20. maja 2022 je izdal svoj prvenec »Moving On« pod umetniškim imenom Adonxs. X se izgovari kot i in pomeni androginost. Novembra je sledil njegov debitantski album »Age of Adonxs«, ki je prejel številne nagrade. Avgusta 2023 je nastopil na festivalu Sziget v Budimpešti. Dne 8. julija 2023 je nastopil na festivalu Pohoda. Leta 2024 je bil Adonxs nominiran za nagrado Crystal Wing Award 2023 v kategoriji pop glasbe. 15. marca 2024 je izdal svojo prvo pesem v slovaškem jeziku, »Sám«.

### Pesem Evrovizije 2025
Dne 11. decembra 2024 je Češka radiotelevizija objavila, da bo Adonxs zastopal Češko na Pesmi Evrovizije 2025 v Baslu.

## Aktivizem
Adonxs je obraz nagrajene oglaševalske kampanje Every Love Is Love, ki vsebuje prizore poljubljanja moškega. Ustava Slovaške republike prepoveduje istospolne poroke in civilne zveze.
Poleg kampanje je Adonxs pozval k uradni spremembi definicije besede »ljubezen« (láska) v slovaškem slovarju, da bi bila primerna za vse spolne identitete. Sedanja izdaja slovarja ljubezen definira kot »naklonjenost posameznika enega spola do posameznika drugega spola«. Pobuda je bila uspešna, saj so se jezikoslovci in avtorji slovarja strinjali s spremembo definicije.
Marca 2022 je sodeloval pri Artists for Ukraine, pobudi za zbiranje sredstev za nevladne organizacije, ki nudijo humanitarno pomoč in zatočišče beguncem, ki bežijo pred rusko invazijo na Ukrajino na Slovaško.

## Zasebno življenje
Njegova sestra Radka je igralka in pevka, ki živi v Pragi na Češkem. Njegova mati je kritiško hvaljena vizualna umetnica Monika Sabo, njegov očim Marián Sabo pa je bolničar. Z biološkim očetom ne ohranja stikov.

## Diskografija

### Studijski albumi
| Keeper                                                                            | - Objavljeno: 31. januarja 2018 - Založba: AIC - Format: CD, digitalni prenos, pretakanje        | —  |
| SuperStar 2021                                                                    | - Objavljeno: 14. januarja 2021 - Založba: Warner - Format: CD, digitalni prenos, pretakanje     | —  |
| Age of Adonxs                                                                     | - Objavljeno: 11. novembra 2022 - Založba: Warner - Format: CD, LP, digitalni prenos, pretakanje | 88 |
| »—« označuje album, ki se ni uvrstil na lestvico ali ni bil izdan na tem ozemlju. |                                                                                                  |    |

### Pesmi
| »Hunt Me Down« (kot član skupine Pace)                                               | 2019 | —  | —  |               |
| »Fallen« (kot član skupine Pace)                                                     | 2020 | —  | —  |               |
| »Moving On«                                                                          | 2022 | 31 | 15 | Age of Adonxs |
| »Game«                                                                               | 2022 | 9  | 74 | Age of Adonxs |
| »Cold Summer«                                                                        | 2022 | —  | —  | Age of Adonxs |
| »No Common Measure«                                                                  | 2023 | 37 | 20 |               |
| »Overthinkr«                                                                         | 2023 | —  | —  | Age of Adonxs |
| »Sám«                                                                                | 2024 | 28 | —  |               |
| »Intergalactic Rodeo«                                                                | 2024 | —  | —  |               |
| »—« označuje posnetek, ki se ni uvrstil na lestvico ali ni bil izdan na tem ozemlju. |      |    |    |               |